# Libyan Investment Authority
Pour les articles homonymes, voir LIA.
Le Libyan Investment Authority (LIA) est un fonds souverain de la Jamahiriya arabe libyenne fondé en 2006 et gérant pour au moins 40 milliards de dollars d'actifs provenant des surplus liés principalement à l'exportation d'hydrocarbures. En mars 2011, le bureau conseil Precinq évaluait les actifs de la LIA à 70 milliards de dollars (50 milliards d'actifs financiers et 20 milliards d'avoirs immobiliers et d'infrastructures), plaçant cet investisseur dormant au 12e rang mondial.

## Histoire
L’autorité libyenne d’investissement (« LIA ») a été créée en 2006 et elle est régie par la loi no 13 de 2010 (loi no 13), qui reste en vigueur et de plein effet juridiquement dans le cadre du droit libyen.

### Principaux investissements
En mai 2007, lors d'une visite de Kadhafi à Londres, la LIA est partie prenante à l'accord d'exploration et de production pétrolière, signé entre la National Oil Corporation libyenne et British Petroleum (BP), pour un montant de 900 millions de dollars. La LIA entre à hauteur de 15 % dans les accords de royalties sur l'extraction (production sharing agreement, PSA). En août 2007, la LIA signa un accord avec la Qatar Investment Corporation pour fonder un fonds d'investissement partagé doté de 2 milliards de dollars. D'autres accords sont signés avec des fonds ou entreprises du Qatar. En juillet 2008, alors que la banque du Benelux Fortis était menacée par la faillite, la LIA a investi dedans. 
Entre 2007 et 2009, selon Le Monde et l'ONG Global Witness, la LIA place 1,8 milliard de dollars (1,27 milliard d'euros) dans des produits dérivés de la Société générale, placés dans trois fonds d'investissement : Soc Gen Europe Medium, Soc Gen Strategic Equity Funds Codeis et Soc Gen - Cross Roads 5Y Link Notes. Le premier, Soc Gen Europe Medium, aurait perdu 42,96 % de sa valeur entre le premier et le deuxième trimestre 2010, selon KPMG, tombant à environ 1 milliard de dollars. Ces fonds représentent la moitié des placements alternatifs, ou risqués, de la LIA, le reste étant placé dans des fonds moins risqués (bons du Trésor américain, actions européennes bien notées, cash...). Entre janvier et juin 2008, la LIA investit 1,3 milliard de dollars dans des placements structurés chez Goldman Sachs, une opération catastrophique qui mène à la perte de la quasi-totalité des fonds investis en 2 ans.
JP Morgan et le fonds de pension OCH-ZIFF accueillent également des placements risqués. La Société générale a opéré en toute légalité, y compris en ne révélant pas l'existence de ces fonds après les sanctions décidées par la résolution 1973 du Conseil de sécurité de l'ONU, et imposées à partir du 8 mars 2011 par l'Union européenne. Les avoirs ont été depuis gelés. En mai 2017, après qu'une plainte ait été déposée par la LIA contre la Société générale pour corruption, la banque française accepte de verser 963 millions d'euros à la LIA pour compenser les pertes (estimées à 1,5 milliard de dollars) liées aux mauvais produits financiers vendus.
La Libyan Investment Authority a placé 10 millions de dollars (7 millions d'euros) chez BNP Paribas. En 2010, la LIA a également l'ambition d'investir en masse dans le tourisme pour développer le secteur dans le pays.
En 2011, l'Italie est le premier pays bénéficiaire des investissements de la LIA avec 3,6 milliards d'euros d'investissements. La LIA possède 2,59 % d'Unicredit, une montée au capital qui a provoqué une crise interne dans la banque italienne et le renvoi de son PDG. La LIA possède également 2,01 % de Finmeccanica (devenu Leonardo). La LIA possède également 3,27 % de l'éditeur britannique Pearson, 10 % du fabricant de briques autrichien Wienerberger, 1,43 % du Russe Rusal.
En 2024 le fonds possède quelque 70 milliards de dollars d'actifs, dont 29 milliards de dollars dans l'immobilier mondial, 23 milliards de dollars en dépôts investis en Europe et à Bahreïn et 8 milliards de dollars en actions réparties dans plus de 300 entreprises à travers le monde. Il possède également des obligations échues d'une valeur d'environ 2 milliards de dollars.

### Révolte libyenne de 2011
En mars 2011, l'éditeur Pearson gèle la participation de 3,27 % de la LIA à la suite d'un ordre émis par le gouvernement britannique.
Le 16 septembre 2011, la Direction générale du Trésor français gèle les fonds et ressources de la LIA, un gel levé le 22 décembre 2011 pour encourager la relance de l'économie libyenne.

### Détournements
Fin 2011, quatorze milliards de fonds souverains de la Jamahiriya libyenne et d'avoirs personnels de la famille Kadhafi gérés par des banques belges (BNP Paribas Fortis, ING, KBC et surtout Euroclear Bank) sont gelés par décision des autorités belges à la suite d'un rapport de l'ONU. Sur ces quatorze milliards, treize sont gérés par la seule Euroclear Bank. Cependant, il apparaît que les revenus de ces fonds (dividendes et intérêts), dont les montants se chiffrent en centaines de millions, ont été versés par des banques belges malgré l'ordre de gel. Selon un rapport de l'ONU, ces fonds seraient utilisés pour financer des trafics d'armes et des réseaux de prostitution. Des parlementaires ont tenté d'en savoir plus auprès du gouvernement belge mais il apparaît que celui-ci soit ne maîtrise pas le dossier soit fait de la rétention d'informations . Le Conseil de sécurité de l'ONU sur la Libye a publié en septembre 2018 le rapport final du groupe d’experts sur la Libye fondé par la résolution 1973 (2011) du Conseil de sécurité. Le rapport souligne notamment « des pratiques et des interprétations diverses des sanctions imposées par l’Organisation des Nations Unies, ce qui pourrait compromettre la gestion et la bonne garde des avoirs bloqués » .

## Gouvernance

### Organisation
La loi no 13 de 2010 énonce le mandat continu de la LIA. Conformément à la loi no 13, la LIA est composée de :
- Un Conseil d’administration, organe de gouvernance ultime agissant pour la surveillance et le contrôle de la LIA. Conformément à la loi no 13, tel qu’interprétée conjointement à l’article 35 de la Déclaration constitutionnelle de 2011, publiée par le Conseil national de transition de la Libye après la révolution libyenne en 2011, le Conseil d’administration comprend :
  - Le Premier ministre (agissant en tant que président)
  - Les ministres de la Planification, des Finances, de l’Économie et du Commerce
  - Le gouverneur de la banque centrale de Libye
  - Un certain nombre d’experts
- Un Comité de direction, organe compétent pour superviser la gestion de la LIA (selon les articles 10 et 11 de la loi no 13),  composé de sept membres, dont un Président (qui a pouvoir de représentation de la LIA dans ses transactions avec des tiers), nommés par résolution du Conseil d’administration. Le Comité de direction supervise trois sous-comités:
  - Comité de Nomination et de Rémunération
  - Comité de Gouvernance et des Risques
  - Comité de l’Audit

### Conseil d’administration
- Abdallah al-Thani, Président – Premier ministre du gouvernement intérimaire
- Kamil Moamen, Membre – Ministre des Finances et de la Planification
- Monir Ali, Membre – Ministre de l’Économie et de l’Industrie
- Ali Alhibri, Membre – Gouverneur de la Banque Centrale
- Gomah Yones, Membre – Membre Indépendant
- Farhat Bengdara, Membre – Membre Indépendant

Depuis la création de la LIA, six présidents différents du Comité de direction ont déjà été nommés.

### Comité de direction
- Hassan Bouhadi : Nommé membre du Comité de direction le 10 février 2014 et par la suite nommé Président le 11 octobre 2014
- Ahmed Attiga : Nommé membre du Comité de direction le 5 mars 2013
- Ali Mahmoud : Nommé membre du Comité de direction le 10 novembre 2013
- Faisal Gergab  : Nommé membre du Comité de direction le 5 mars 2013
- Fakher Buferna : Nommé membre du Comité de direction le 3 novembre 2014
- Idris Lahimer : Nommé membre du Comité de direction le 3 novembre 2014
- Fathi Ali : Nommé membre du Comité de direction le 30 juillet 2015